# أندري غافريلوف
أندري غافريلوف هو سباح كازاخستاني، ولد في 4 مايو 1974.

## وصلات خارجية
- أندري غافريلوف على موقع الاتحاد الدولي للسباحة (الإنجليزية)
- أندري غافريلوف على موقع أوليمبيديا (الإنجليزية)